# 金健行
金健行（1932年—），男，上海市人，军队医疗系统著名消化道内科专家。解放军85医院内科主任、主任医师，曾任前福州军区解放军92医院内科主任。

## 生平
1932年出生于苏州吴江黎里镇。1956年第四军医大学医疗系全日制本科毕业，1961年福建中医学院西医毕业生全日制中医研究生班毕业(全日制3年)。
曾任中国生物医学工程学会人工器官学科委员，南京军区消化内科副组长。擅长治疗消化道癌症、肝病、胃病，疑难杂症及多年从事中西医结合治疗。在国内1970年代较早开展腹水回输治疗难治性肝腹水，较早在军队开展人工肝辅助装置血液灌流，较早于军队医院开展胃镜检查，和中西医结合治疗肝硬化等。
曾获军队科技成果奖多次，中央卫生部西学中奖状。在《中华内科杂志》、《实用内科杂志》、《解放军医学杂志》等杂志上有多篇论文发表。曾录入《中国名中医集》、《军中名医》、《中国当代名医辞典》 等国内外专业期刊。曾于1950年代初获得过国家级乒乓球裁判资格。

## 家庭
其妻蓝芝润亦为第四军医大学毕业、心内科资深医师。其祖父金胜青为辛亥革命前早期留学日本青年（学习政法），曾任辛亥后苏州选出的民国政府江苏省早期参议员。